# Langlaufen op de Olympische Winterspelen 2014 - Estafette mannen
De 4×10 kilometer estafette voor mannen tijdens de Olympische Winterspelen 2014 vond plaats op 16 februari 2014 in het Laura langlauf & biatloncentrum in Krasnaja Poljana. Regerend olympisch kampioen Zweden prolongeerde zijn titel.
De eerste twee lopers van elk team werkten tien kilometer af in de klassieke stijl, de nummers drie en vier liepen in de vrije stijl.

## Tijdschema
| Datum       | Lokale tijd | MET   |
| ----------- | ----------- | ----- |
| 16 februari | 14:00       | 11:00 |

## Uitslag
| #      | Bib | Land Namen                                                                            | Tijd                                      | Verschil |
| ------ | --- | ------------------------------------------------------------------------------------- | ----------------------------------------- | -------- |
| Goud   | 2   | Zweden Lars Nelson Daniel Richardsson Johan Olsson Marcus Hellner                     | 1:28:42.0 23:16.5 22:59.6 21:00.4 21:25.5 | —        |
| Zilver | 3   | Rusland Dmitri Japarov Aleksandr Bessmertnych Aleksandr Legkov Maksim Vylegsjanin     | 1:29:09.3 23:43.8 23:13.6 20:33.4 21:38.5 | +27.3    |
| Brons  | 9   | Frankrijk Jean-Marc Gaillard Maurice Manificat Robin Duvillard Ivan Perrillat Boiteux | 1:29:13.9 23:26.1 23:13.6 20:55.4 21:38.8 | +31.9    |
| 4      | 1   | Noorwegen Eldar Rønning Chris Jespersen Martin Johnsrud Sundby Petter Northug         | 1:29:51.7 23:42.8 23:36.1 20:56.8 21:36.0 | +1:09.7  |
| 5      | 4   | Italië Dietmar Nöckler Giorgio Di Centa Roland Clara David Hofer                      | 1:30:04.7 23:41.5 23:16.3 21:00.4 22:06.5 | +1:22.7  |
| 6      | 5   | Finland Sami Jauhojärvi Iivo Niskanen Lari Lehtonen Matti Heikkinen                   | 1:30:28.4 23:16.8 22:59.3 22:09.7 22:02.6 | +1:46.4  |
| 7      | 6   | Zwitserland Curdin Perl Jonas Baumann Remo Fischer Toni Livers                        | 1:30:33.8 23:38.0 23:34.0 21:49.1 21:32.7 | +1:51.8  |
| 8      | 11  | Tsjechië Aleš Razym Lukáš Bauer Martin Jakš Dušan Kožíšek                             | 1:30:36.8 23:43.5 22:49.9 21:25.2 22:38.2 | +1:54.8  |
| 9      | 7   | Duitsland Jens Filbrich Axel Teichmann Tobias Angerer Hannes Dotzler                  | 1:31:18.8 23:53.3 23:18.5 21:32.9 22:34.1 | +2:36.8  |
| 10     | 15  | Estland Karel Tammjärv Algo Kärp Aivar Rehemaa Raido Ränkel                           | 1:32:52.6 24:17.2 23:53.3 22:13.0 22:29.1 | +4:10.6  |
| 11     | 10  | Verenigde Staten Andrew Newell Erik Bjornsen Noah Hoffman Simeon Hamilton             | 1:33:15.1 24:34.3 23:56.8 21:37.4 23:06.6 | +4:33.1  |
| 12     | 12  | Canada Len Väljas Ivan Babikov Graeme Killick Jesse Cockney                           | 1:33:19.0 24:16.1 23:56.9 22:04.6 23:01.4 | +4:37.0  |
| 13     | 13  | Kazachstan Denis Volotka Sergej Tsjerepanov Jevgeni Velitsjko Mark Starostin          | 1:34:11.9 23:50.1 24:28.7 22:44.2 23:08.9 | +5:29.9  |
| 14     | 14  | Wit-Rusland Michail Semenov Aleksandr Lasoetkin Aliaksei Ivanou Sergej Dolidovitsj    | 1:34:40.1 24:20.6 25:13.2 22:27.8 22:38.5 | +5:58.1  |
| 15     | 16  | Polen Maciej Kreczmer Sebastian Gazurek Maciej Starega Jan Antolec                    | 1:35:46.5 24:04.1 24:35.5 22:42.9 24:24.0 | +7:04.5  |
| 16     | 8   | Japan Hiroyuki Miyazawa Keishin Yoshida Nobu Naruse Akira Lenting                     | LAP 25:17.8 24:54.3 23:31.2 LAP           |          |